# Džedekare Šemai
Džedekare Šemai byl egyptský faraon ze 7. nebo 8. dynastie během prvního přechodného období. Jediné zmínky o něm pocházejí z abydoského seznamu králů. Sídlil v Mennoferu.